# Paratanytarsus modicus
Paratanytarsus modicus är en tvåvingeart som först beskrevs av Frederick Askew Skuse 1889.  Paratanytarsus modicus ingår i släktet Paratanytarsus och familjen fjädermyggor. Inga underarter finns listade i Catalogue of Life.